# Караша (могильник)
Караша (каз. Қараша) — могильник эпохи ранних кочевников, расположенный в 8 км к северо-востоку от посёлка железнодорожной станции Акчулак в Байзакском районе Жамбылской области Казахстана, в предгорьях Киргизского хребта.
Могильник Караша обнаружен и обследован в 1966 году Таласским отрядом Семиреченской археологической экспедиции под руководством А. Г. Максимовой. В состав некрополя входят 95 курганов, из которых раскопано 5 (№ 21—25) в отдельно взятой цепи из 6 курганов, протянувшейся с северо-запада на юго-восток.
Диаметр насыпей раскопанных курганов варьируется от 4,8 до 7,8 м, высота — от 0,22 до 0,32 м. Насыпи окружены кольцами из круглых камней и выложены камнем по верху. В каждом из курганов имеется от одной до трёх грунтовых ям, перекрытых сверху камнями.
Внутри раскопано восемь захоронений: пять взрослых и три детских. Погребённых укладывали на спину головой на запад или северо-запад. В захоронениях обнаружены следующие предметы: три глиняных сосуда, кусок серебряной проволоки, глиняная печать с вогнутым рельефом.
Могильник относится к памятникам эпохи усуней.